# Naturschutzgebiet Medebacher Heide

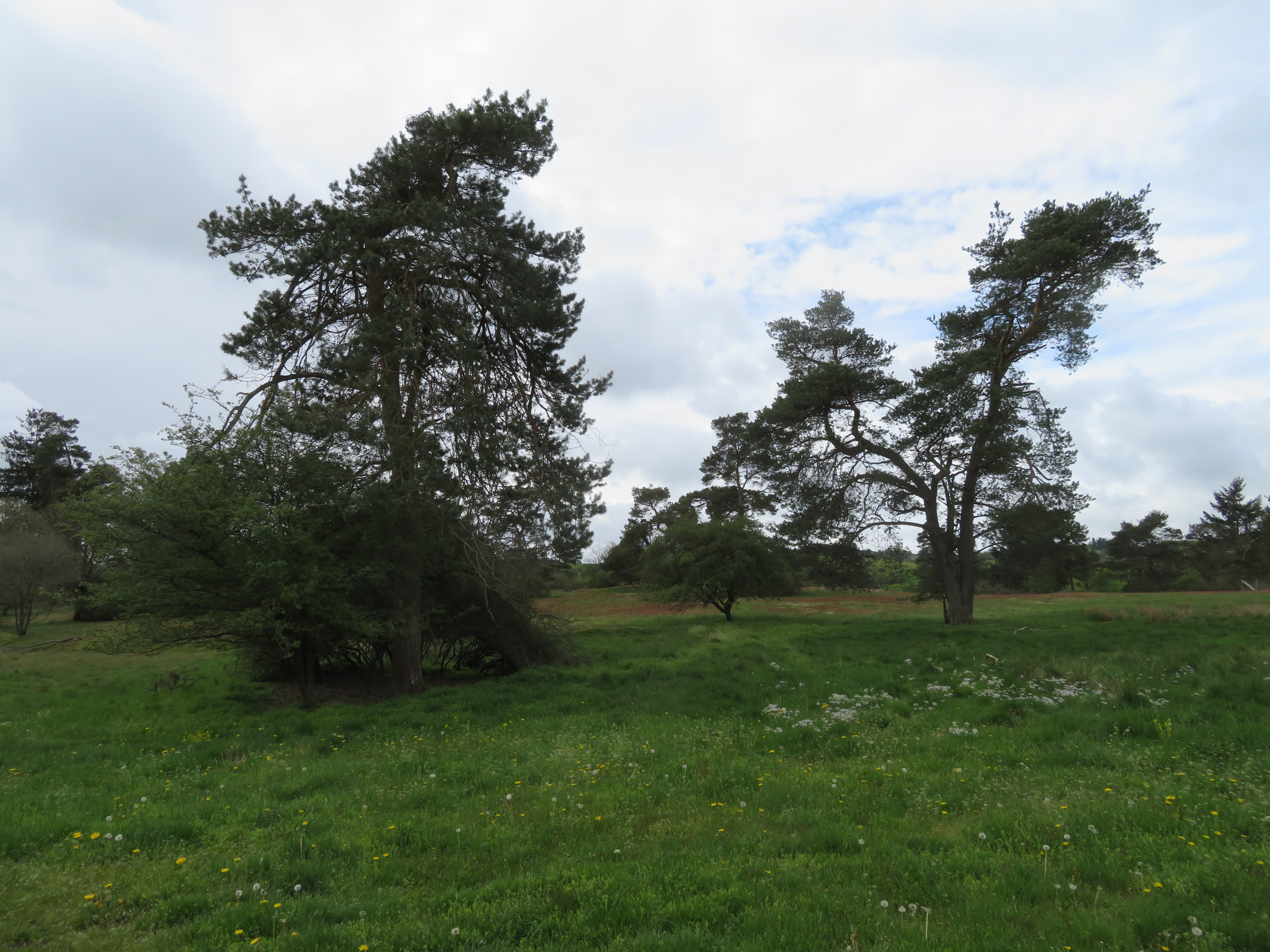
Naturschutzgebiet Medebacher Heide

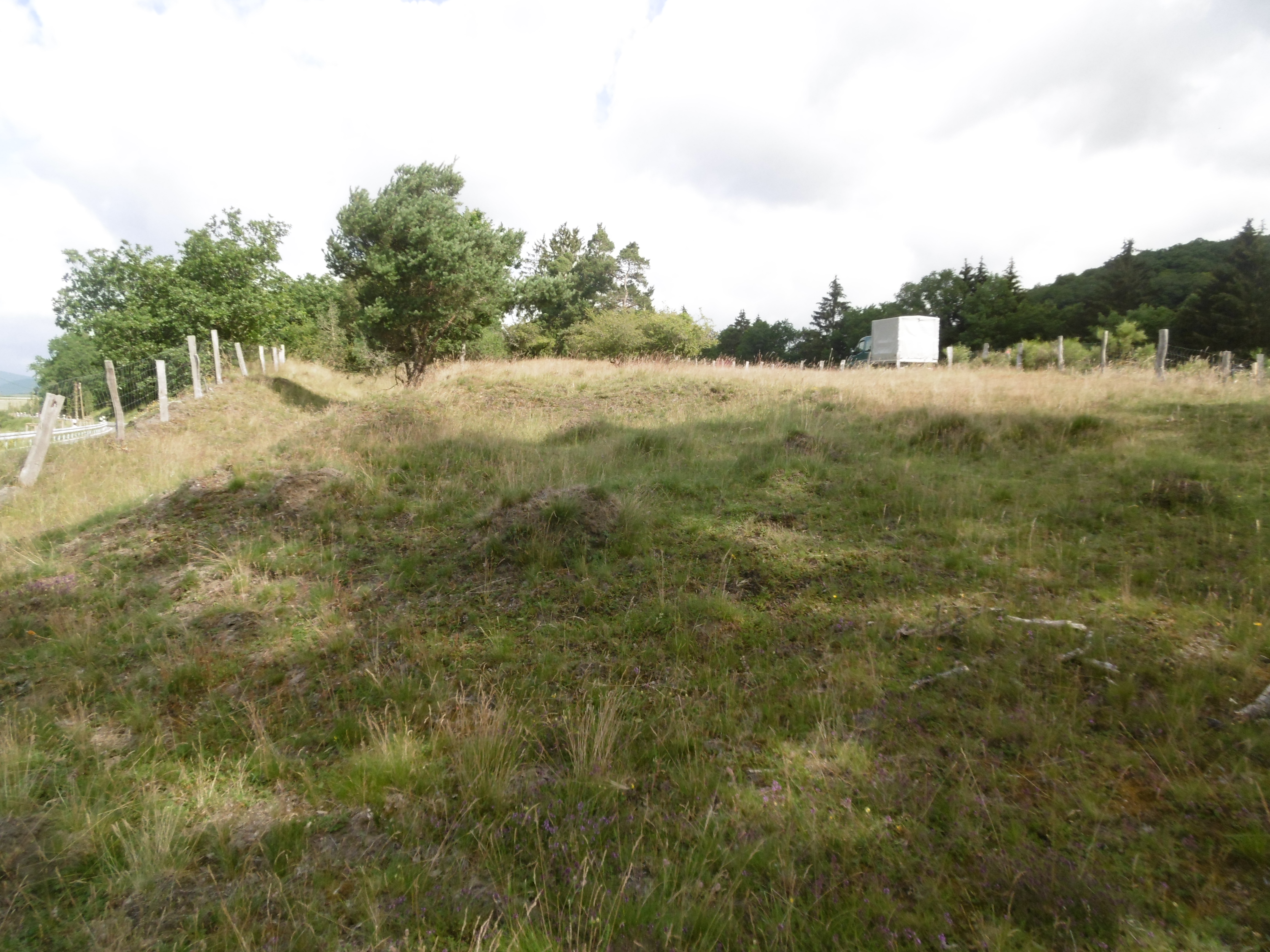
Südrand der Heide

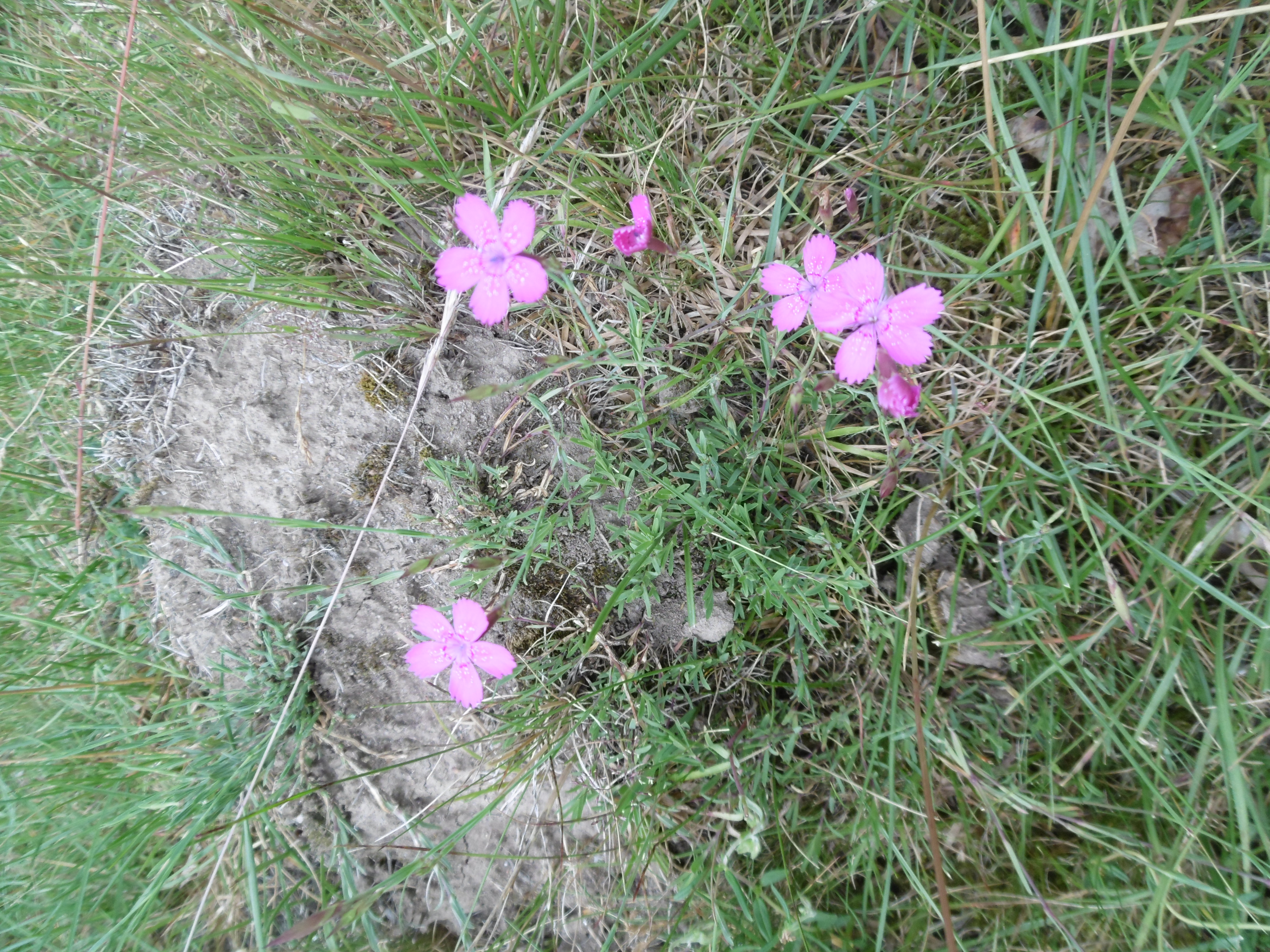
Heidenelke im NSG

Das Naturschutzgebiet Medebacher Heide mit einer Größe von 6,41 ha liegt nordöstlich von Berge im Stadtgebiet von Medebach. Es wurde 2003 mit dem Landschaftsplan Medebach durch den Hochsauerlandkreis als Naturschutzgebiet (NSG) ausgewiesen. Das NSG ist Teil des Europäischen Vogelschutzgebiets Medebacher Bucht. Das NSG gehört auch zum FFH-Gebiet Waldreservat Glindfeld-Orketal.

## Gebietsbeschreibung
Im NSG handelt es sich um ein altes Heidegebiet mit Wacholdern. Die Heide gehört zum Calluno-Genistion. 
Die Heidefläche wurde im Winter 1983/84 von unerwünschten Gehölzen bei einem Arbeitseinsatz vom Verein für Natur- und Vogelschutz im Hochsauerlandkreis befreit und wird von einer Schafherde wieder extensiv beweidet. Auf der stark vergrasten Besenginsterheidefläche sind viele Kiefern im Einzelstand vorhanden. Die Besenheide tritt nur noch selten und lokal begrenzt auf. Besenginster sind dagegen häufig eingestreut.

## Pflanzen- und Tierarten im NSG
Im NSG kommen gefährdete Pflanzenarten vor. Das Landesamt für Natur, Umwelt und Verbraucherschutz Nordrhein-Westfalen dokumentierte im Schutzgebiet Pflanzenarten wie Arnika, Berg-Platterbse, Besenginster, Besenheide, Blutwurz, Borstgras, Breitblättriger Thymian, Dreizahn, Echtes Johanniskraut, Echtes Labkraut, Färber-Ginster, Gefleckter Schierling, Gelbes Sonnenröschen, Gemeiner Hohlzahn, Gras-Sternmiere, Harzer Labkraut, Heide-Nelke, Heidelbeere, Herbstzeitlose, Klebriges Greiskraut, Kleine Bibernelle, Kleiner Sauerampfer, Kleines Habichtskraut, Kriechende Hauhechel, Nickendes Leimkraut, Raues Veilchen, Roter Fingerhut, Rundblättrige Glockenblume, Saat-Hohlzahn, Schmalblättriger Hohlzahn, Schmalblättriges Weidenröschen, Spitz-Wegerich, Wacholder, Wald-Ehrenpreis und Wald-Erdbeere. 
Das Landesamt dokumentierte im Schutzgebiet Tierarten wie Wendehals, Raubwürger, Dorngrasmücke, Grauspecht und Neuntöter.

## Schutzzweck
Das NSG soll das Heidegebiet mit seinem Arteninventar schützen. Wie bei allen Naturschutzgebieten in Deutschland wurde in der Schutzausweisung darauf hingewiesen, dass das Gebiet „wegen der Seltenheit, besonderen Eigenart und Schönheit des Gebietes“ zum Naturschutzgebiet erklärt wurde.